# Live at Stubb's
Live at Stubb's är artisten Matisyahus andra musikalbum, släppt 2005. Albumet är en livespelning från Austin, Texas.

## Låtlista
1. Sea to Sea
2. Chop 'em Down
3. Warrior
4. L-rd Raise Me Up
5. King Without a Crown
6. Aish Tamid
7. Beat Box
8. Fire and Heights
9. Exaltation
10. Refuge
11. Heights
12. Close My Eyes